# 苏埃拉
苏埃拉，是西班牙阿拉贡自治区萨拉戈萨省的一个市镇。 总面积332平方公里，总人口5640人（2001年），人口密度17人/平方公里。

## 友好城市
- 法國 拉蒙维尔-圣阿涅